# The Great Rock 'n' Roll Swindle (álbum)
The Great Rock 'n' Roll Swindle es la banda sonora de la película del mismo título, lanzado por Virgin Records en 1979.  Aunque lanzado bajo el nombre de Sex Pistols, incluye grabaciones de diversos otros artistas. A menudo es erróneamente percibido como el segundo álbum de estudio de Sex Pistols.

## Historia
Para cuando se preparaba esta banda sonora la banda estaba disuelta y John Lydon se negó a participar en el proyecto. Así que las «verdaderas» pistas de Sex Pistols fueron hechas tomando grabaciones de Lydon de unas sesiones de grabación de octubre de 1976 y regrabando las partes instrumentales (hecho por Paul Cook y Steve Jones).
El álbum contiene una serie de canciones que omiten a Lydon por completo; la mayoría de ellas compuestas y grabadas después de la disolución de la banda. Estas incluyen a Sid Vicious cantando versiones, dos canciones originales («Silly Thing», cantada por Cook y «Lonely Boy», cantada por Jones), pistas que Cook y Jones grabaron con Ronnie Biggs, la canción que da título al álbum y «Who Killed Bambi?» cantadas por Edward Tudor-Pole, y numerosas pistas novedosas incluyendo una en que unos músicos callejeros franceses tocan  «Anarchy in the UK» y un medley de varias canciones de Sex Pistols hecha por una banda de música disco.
Dos nuevas canciones se grabaron junto a  «Lonely Boy» y «Silly Thing» entre mayo y julio de 1978; «Black Leather» y «Here We Go Again». Aunque las dos canciones no aparecen no en la película ni en la banda sonora, ambas se lanzaron posteriormente como sencillos de Sex Pistols.

### Vocalistas en The Great Rock'n'Roll Swindle
- Paul Cook – en «Silly Thing» (1978)
- Steve Jones – en «Lonely Boy», «The Great Rock 'n' Roll Swindle», «Friggin' In The Riggin» y el sencillo «Silly Thing» (1978)
- Ronnie Biggs – en «No One Is Innocent», «Belsen Was a Gas» (1978)
- Malcolm McLaren – en «You Need Hands» (1979)
- Edward Tudor-Pole – en «Rock Around the Clock», «Who Killed Bambi» (1979)
- Sid Vicious – en «My Way», «C'mon Everybody», «Something Else» (1978)

## Lista de canciones
1. «God Save the Queen» (Johnny Rotten, Steve Jones, Glen Matlock, Paul Cook) – 3:23
  - interpretación orquestal con Malcolm McLaren hablando por encima de la música sobre como «inventó» el punk rock y the Sex Pistols (Título alternativo en reediciones posteriores: «God Save The Queen (Symphony)»
2. «Johnny B. Goode» (Chuck Berry) – 2:36
3. «Roadrunner» (Jonathan Richman) – 3:47
4. «Black Arabs» (AKA «Disco Medley») – 4:51
  - «Anarchy in the U.K.»/«God Save the Queen»/«Pretty Vacant»/«No One is Innocent» (Rotten, Jones, Matlock, Cook, Ronnie Biggs)
  - adaptación disco de la banda Black Arabs
5. «Anarchy in the U.K.» (Rotten, Jones, Matlock, Cook) – 4:00
  - remezcla de Mike Thorne (batería fortalecida) de una sesión inédita de octubre de 1976
6. «Substitute» (Pete Townshend) – 3:10
7. «Don't Give Me No Lip, Child» (Don Thomas / Jean Thomas / Barry Richards) – 3:27
8. «(I'm Not Your) Steppin' Stone» (Tommy Boyce, Bobby Hart) – 3:06
9. «L'Anarchie Pour Le UK» (Rotten, Jones, Matlock, Cook) – 3:28
  - de un trío de músicos callejeros franceses con el vocalista Louis Brennon, con acordeón y violín. (Título alternativo en reediciones posteriores: «Anarchie Pour Le UK»)
10. «Belsen Was A Gas» (Rotten, Jones, Sid Vicious, Cook) – 2:12
  - Título alternativo en reediciones posteriores: «Einmal Belsen war Vortrefflich»
11. «Belsen Vos A Gassa» (Rotten, Jones, Vicious, Cook) – 2:17
  - voz: Ronald Biggs (Título alternativo en reediciones posteriores: «Einmal Belsen war wirklich vortrefflich»)
12. «Silly Thing» (Jones, Cook) – 2:51
  - voz: Paul Cook
13. «My Way» (Paul Anka, Claude François, Jacques Revaux) – 4:06
  - voz: Sid Vicious
14. «I Wanna Be Me» (Matlock, Cook, Jones, Rotten) – 3:03
15. «Something Else» (Eddie Cochran, Sharon Sheeley) – 2:14
  - voz: Sid Vicious
16. «Rock Around the Clock» (Max C. Freedman, James E. Myers) – 2:04
  - voz: Edward Tudor-Pole
17. «Lonely Boy» (Jones, Cook) – 3:07
  - voz: Steve Jones
18. «No One Is Innocent» 3:04 (Jones, Cook, Biggs) – 3:04
  - voz: Ronald Biggs
19. «C'mon Everybody» (Eddie Cochran, Jerry Capehart) – 1:56
  - voz: Sid Vicious
20. «EMI» (Rotten, Jones, Matlock, Cook) – 3:44
  - interpretación orquestal con Steve Jones haciendo voz hablada de las letras (Título alternativo en reediciones posteriores: «EMI (Orch)»)
21. «The Great Rock 'n' Roll Swindle» (Jones, Cook, Julien Temple) – 4:21
  - voz: Edward Tudor-Pole, Steve Jones, Paul Cook y otros
22. «Friggin' in the Riggin'» (Tradicional; arreglos de Jones) – 3:37
  - voz: Steve Jones
23. «You Need Hands» (Max Bygraves) – 2:54
  - voz: Malcolm McLaren
24. «Who Killed Bambi?» (Edward Tudor-Pole/Vivienne Westwood) – 3:07
  - voz: Edward Tudor-Pole, con orquesta